# Bernardo de Aldana
Bernardo de Aldana va ser un capità i mestre de camp dels Terços, nascut a inicis del segle XVI.
Casat amb una dama descendent de la reialesa de Sicília, va ser capità d'infanteria a Itàlia. Va tornar a Espanya i el 1539 era capità d'una companyia dels terços (acabats de crear per Carles V amb les ordenances de 1534 i 1536) a les ordres del marquès del Vasto. El 1546 va formar a Nàpols una companyia d'arcabussers muntats, amb la qual va participar, amb èxit, en les guerres d'Alemanya, arribant a fer presoner el Landgrave de Hesse, un gran enemic de Carles V.
Va prendre el comandament del Terç vell de Nàpols a Reutlingen i el va portar fins a Viena per auxiliar el germà de Carles V, Ferran I d'Habsburg, destinat al Sacre Imperi Germànic per fer respectar la seva autoritat sobre els diferents prínceps alemanys. Ferran I va decidir enviar Bernardo de Aldana i el seu terç a Hongria, per lluitar contra els turcs otomans, on també va tenir molt d'èxit.
Entre 1549-1552 va participar en diferents expedicions a Hongria. El 1549 va lluitar contra els oligarques del Nord d'Hongria (Csábrág, Murány en l'actual Eslovàquia). Més tard, el 1550-1551, amb el seu terç va participar en la presa i fortificació de Szolnok (Hongria). Va participar també en les lluites contra els otomans a Temesvár i en les seves proximitats (1551-1552) i més tard va rendir sense resistència el fort de Lippa a Temesvár.
Al maig de 1552, Bernardo es trobava en una precària situació a Lippa: estava malalt i no tenia ni diners ni provisions per al seu terç; a sobre, els turcs s'hi acostaven. Va haver de cedir la ciutat i retirar-se a Transsilvània; per aquesta acció, el van jutjar i el van condemnar a mort, però va aconseguir salvar-se gràcies a la intervenció del duc d'Alba i de Felip II, tot i que va haver d'estar a la presó al castell de Trencsén / Trenčín fins al 1556.
Amb la pujada al poder de Felip II, i havent-li donat Carles V els dominis italians, Flandes i les Índies, el nou rei va decidir nomenar Aldana capità general d'artilleria del duc d'Alba, a les zones de Piemont i Llombardia.
Tres anys més tard, va ser nomenat capità general de l'artilleria del Regne de Nàpols i va lluitar en la reconquesta de Trípoli (Líbia) i en la conquesta de l'illa de Gelves (anomenada en l'actualitat illa de Djerba), molt propera a les costes de Tunísia. Es va quedar allà per la fortificació d'aquesta illa acompanyat d'Álvaro de Sande .
El 1560, Pialí Bajá, almirall turc, va assetjar l'illa. Bernardo, en una sortida per combatre l'enemic, va ser ferit i pres; se'l va intentar traslladar a Constantinoble, on hauria d'haver estat empresonat al Castell Negre (prop del Bòsfor) fins a l'arribada d'un rescat (suposadament de molts diners, ja que Bernardo era una persona de "qualitat", com es deia llavors). Però va morir durant aquest any en el trajecte cap al Bòsfor.
Bernardo de Aldana era oncle de Francisco de Aldana, famós poeta a qui va nomenar com el seu hereu, i de Cosme de Aldana.